# Szent László hadosztály
A Szent László hadosztály a Magyar Királyi Honvédség elit gyalogsági egysége volt, melyet a második világháború utolsó éveiben állítottak fel.

## Megalakítása
Csatay Lajos honvédelmi miniszter 1944. október 12-én kiadott rendelete szerint:
„Hazánknak a keleti veszedelemmel: a szovjet bolsevizmussal vívott élet-halál harcában, a még rendelkezésünkre álló emberanyag legjavából egy új elithadosztályt, a Szent László Hadosztályt állítom fel."
A tényleges szervezés csak október 17-én kezdődött meg, a hadosztályparancsnok vitéz Szügyi Zoltán vezérőrnagy lett, a vezérkari főnök vitéz Lajtos Árpád vezérkari őrnagy. A hadosztály a kelenföldi Károly-laktanyában alakult meg. Nehézfegyverzetét a németektől kapott Jagdpanzer 38(t) Hetzer páncélvadász, a magyar 44M Zrínyi rohamtarack, 40M Turán harckocsi és 40M Nimród önjáró gépágyú alkotta.
A tervezett felépítése a következő volt:
- egy ejtőernyős ezred két zászlóaljjal, parancsnoka Pokorny László őrnagy,
- egy gránátos ezred két zászlóaljjal, parancsnoka Stefán Valér alezredes,
- egy repülő lövész ezred két zászlóaljjal, parancsnoka Heinrich István alezredes,
- valamint egy felderítő osztály, parancsnoka Nyéki-Takáts László százados volt.[1]

## Harci bevetések
A hadosztály egyes részei külön-külön kerültek bevetésre, például a jól szervezett és kiképzett, magas harcértéket képviselő ejtőernyős zászlóalj 1944 november-december folyamán a pesti hídfőben küzdött. Ebben az időben a hadosztály más részei Pápán állomásoztak, ahol feltöltésük, felszerelésük és kiképzésük folyt. Az első nagyobb alkalmazásra 1944 decemberében került sor az Ipoly és Garam térségében, de itt sem hadosztályként vetették be őket, hanem az alárendelt ezredeket vagy zászlóaljakat tűzoltó módra vezényelték az éppen veszélyeztetett frontszakaszok megerősítésére. A hatalmas szovjet túlerővel szemben hősiesen védekezve fedezték a német visszavonulást, melyet Heinz Guderian német vezérkari főnök levélben köszönt meg a honvédelmi miniszternek. E harcok során azonban a hadosztály jelentős része megsemmisült.
A hadosztályt ezek után megint Pápán próbálták feltölteni. Tavasszal részt vett a Balaton-felvidéken indított „Tavaszi ébredés” (Frühlingserwachen) fedőnevű támadó hadműveletben, mely a német és velük szövetséges haderő utolsó nagy offenzívája volt. A támadás kifulladása után a hadosztály délnyugati irányban vonult vissza osztrák területre. A háború európai befejezése után, sikerült a hadosztály megmaradt részeinek a zömét a Kor-Alpok nehéz hegyi útjain az angol megszállási övezetbe vezetni. 1945. május 10-11-én tették le a fegyvert a brit hadsereg előtt azért, hogy a szovjet hadifogságot elkerüljék.
A Szent László hadosztály hadifogságához hozzátartozik, hogy a britek nem fegyverezték le őket azonnal, így elterjedtek olyan hírek, hogy amennyiben a Dunántúl esetleg nyugati megszállási övezet lenne, akkor a szövetségesek a Szent László hadosztályt is alkalmazhatják majd ezen a területen. Mivel ez nem történt meg, később Szügyi Zoltán parancsnokot és a megmaradt állományt átadták a szovjeteknek. Szügyit Budapesten háborús bűnösség címén elítélték és 1957 őszéig bebörtönözték.